# Iosif Sîrbu
Iosif Sîrbu (Șibot, 25 settembre 1925 – Bucarest, 6 settembre 1964) è stato un tiratore a segno rumeno.

## Carriera
Ha partecipato a tre edizioni dei giochi olimpici (1952, 1956 e 1960) conquistando una medaglia. Si è suicidato all'età di 38 anni.

## Palmarès
Olimpiadi
- 1 medaglia:
  - 1 oro (carabina 50 m a terra a Helsinki 1952).